# Умирающий галл (фильм)
«Умирающий галл» — американский драматический фильм 2005 года, снятый Крейгом Лукасом, стал его первой режиссёрской работой над художественной картиной. Сценарий основан на одноимённой пьесе 1998 года офф-Бродвея, название которой связано с древнеримской мраморной копией потерянной эллинистической скульптуры.

## Сюжет
В 1995 году начинающий голливудский сценарист Роберт Сэндрик, написал автобиографический сценарий после смерти своего возлюбленного от туберкулёза головного мозга, связанного со СПИДом. Сценарий впечатляет как руководителя студии Джеффри Тишопа, так и его жену Элейн, но по коммерческим причинам Джеффри готов продюсировать проект только в том случае, если Роберт изменит своего главного героя с Мориса на Мэгги и переместит внимание сюжета с гомо- на гетеросексуальных героев. Роберт изначально отказывается идти на компромисс из принципа, но когда Джеффри угрожает снять фильм без его участия, то решает принять гонорар в миллион долларов и внести требуемые изменения.
И Джеффри, и Элейн чувствуют чувствуют влечение к Роберту, который становится частым гостем в их доме в Малибу и вскоре вступает в сексуальные отношения с продюсером-манипулятором. Чувства Элейн к скорбящему молодому человеку скорее эмоциональные и платонические, чем физические. Обнаружив, что Роберт подсел на интернет-знакомства, она находит его онлайн и начинает диалог, выдавая себя за гомосексуального мужчину. Используя информацию, которую он сам открыл ей, Элейн каким-то образом удаётся убедить Роберта, что он общается со своим мёртвым возлюбленным. Осложнения возникают, когда Роберт раскрывает свой роман с Джеффри, и это заставляет Элейн открыть глаза на её, казалось бы, идеальный брак и устроить очную ставку, которая приводит к трагедии.

## В ролях
| Актёр            | Роль           |
| ---------------- | -------------- |
| Патриша Кларксон | Элейн Тишоп    |
| Питер Сарсгаард  | Роберт Сэндрик |
| Кэмпбелл Скотт   | Джеффри Тишоп  |
| Элизабет Марвел  | Келли Картонис |
| Билл Кэмп        | Малкольм       |

## Кампания по продвижению фильма
Премьера фильма состоялась на Кинофестивале «Сандэнс» в январе 2005 года. Он был также представлен на ЛГБТ кинофестивале в Майами, Международном кинофестивале в Сиэтле, Международном кинофестивале в Провинстауне, Международном ЛГБТ кинофестивале в Филадельфии, Монреальском кинофестивале, кинофестивале в Нью-Хейвене, Международном кинофестивале в Рио-де-Жанейро и кинофестивале в Остине до первого показа в одиннадцати кинотеатрах США 4 ноября 2005 года.

## Прокат и релизы
«Sony Pictures Home Entertainment» выпустила фильм на DVD 21 марта 2006 года в анаморфном широкоэкранном формате со звуковой дорожкой и субтитрами на английском языке. Дополнительные функции включают удаленные сцены и альтернативную концовку.

## Критика
Стефен Холден из «The New York Times» назвал фильм «смело экспрессионистским, возвышенно театральным фильмом» и написал, что Крейг Лукас «сделал знаменательный, самоуверенный дебют как кинорежиссёр».
Роджер Эберт в «Chicago Sun-Times» отметил: «В сюжете есть несколько несостыковок, которые привели фильм к финальной концовке. И тогда сами варианты развязки, я думаю, становятся ошибочны как в теории, так и на практике. Остаётся некоторая двусмысленность в отношении того, почему происходит финальное событие, и это нормально, но то, как фильм обрисовывает это, я думаю, особенно неэффективно. Это приводит к одному из тех финалов, когда вам хотелось бы, чтобы режиссёры пострались больше над тем, чтобы придумать что-то лучше».
Мик ЛаСалль из «Сан-Франциско кроникл» заметил, что фильм «имеет в своей основе одну из лучших историй в плане того, что она разворачивается как серия сюрпризов, и всё же, каждый шаг и поворот сюжета кажутся неизбежными в ретроспективе. Просто с точки зрения сюжета это скрупулёзная часть построения, с изящно посаженной ключевой информацией и ничего лишнего. Но с технической точки зрения это можно было бы назвать приятным развлечением. Однако „Умирающий галл" — это едва ли просто каменная конструкция… Понимание Лукасом тонкостей взаимодействия — и глубины, которую эти тонкости подразумевают, — совершенно иного уровня, нежели у большинства кинорежиссёров. В этом психологическом триллере психологией не пренебрегают; она неотъемлема».
Питер Трэверс из «Rolling Stone» оценил фильм на три звезды из четырёх и прокомментировал: «Лукас-режиссёр отлично сработался с Лукасом-драматургом, придавая фильму чарующий блеск, который только усиливает шок от раскрытия внутренней токсичности. Актёры подобраны как нельзя лучше. Сарсгаард, Скотт и Кларксон разыгрывают острые, как бритва, шутки и глубокую трагедию с резонансным мастерством. Властно преследующий фильм Лукаса проникает под кожу».

## Номинации и награды
Крейг Лукас был номинирован на Гран-при жюри кинофестиваля «Сандэнс». Национальный совет кинокритиков США удостоил фильм особого признания за заслуги в киноиндустрии.